# Margit Elek
Dans le nom hongrois Elek Margit, le nom de famille précède le prénom, mais cet article utilise l’ordre habituel en français Margit Elek, où le prénom précède le nom.
Margit Elek, née le 5 octobre 1910 à Budapest et morte le 4 février 1986 dans la même ville, est une escrimeuse hongroise. Elle est la sœur cadette de l'illustre Ilona Elek, première femme double championne olympique d'escrime.
Ses résultats en individuel sont, au regard de son aînée, des plus modestes. Elle a remporté une seule médaille d'argent individuelle, au championnat international 1934, derrière Ilona. Elle a bâti le plus gros de son palmarès international par équipes, sur une période de 23 ans avec huit titres mondiaux.
Elle a participé aux Jeux de 1948 et de 1952, prenant la sixième place en individuel aux Jeux de Londres en 1948.

## Palmarès
- Championnats du monde d'escrime
  -  Médaille d'or par équipes aux championnats du monde d'escrime 1955 à Rome
  -  Médaille d'or par équipes aux championnats du monde d'escrime 1954 à Luxembourg
  -  Médaille d'or par équipes aux championnats du monde d'escrime 1953 à Bruxelles
  -  Médaille d'or par équipes aux championnats du monde d'escrime 1952 à Copenhague
  -  Médaille d'or par équipes aux championnats du monde d'escrime 1937 à Paris
  -  Médaille d'or par équipes au championnat international d'escrime 1935 à Lausanne
  -  Médaille d'or par équipes au championnat international d'escrime 1934 à Varsovie
  -  Médaille d'or par équipes au championnat international d'escrime 1933 à Budapest
  -  Médaille d'argent par équipes aux championnats du monde d'escrime 1951 à Stockholm
  -  Médaille d'argent par équipes aux championnats du monde d'escrime 1948 à La Haye
  -  Médaille d'argent par équipes au championnat international d'escrime 1936 à San Remo
  -  Médaille d'argent aux championnats du monde d'escrime 1934 à Varsovie
  -  Médaille de bronze par équipes aux championnats du monde d'escrime 1956 à Londres